# Α-羟基酸

α-羟基酸、β-羟基酸和γ-羟基酸

α-羟基酸（英語： 或 alpha hydroxy acids，缩写AHAs）是一类有机化合物，也称为2-羟基酸，是羧酸的2号位碳原子上的氢被羟基取代的产物，其中既有天然化合物也有人工合成的化合物，最简单的α-羟基酸是乙醇酸。AHAs常用于化妆品行业
。